# Vasile Libeg
Vasile Libeg (n. 1862, Șoimuș – d. 1945, Șoimuș) a fost un deputat în Marea Adunare Națională de la Alba Iulia, organismul legislativ reprezentativ al „tuturor românilor din Transilvania, Banat și Țara Ungurească”, cel care a adoptat hotărârea privind Unirea Transilvaniei cu România, la 1 decembrie 1918.:p. 77

## Biografie și activitatea politică
```
Vasile Libeg a fost un deputat supleant al cercului electoral Dumbrava. S-a năcut la 
Șoimuș
 în 
1862
, jud. 
Mureș
. A decedat la Șoimuș în 
4 septembrie
 
1945
.
```